# Бенито Перес Галдос
Бенито Перес Галдос (на испански: Benito Pérez Galdós) е испански писател, автор на исторически и съвременни романи, драматург, журналист и политик. Той е водещата фигура в испанската литература през XIX век.

## Биография и творчество
Бенито Мария де лос Долорес Перес Галдос е роден на 10 май 1843 година в Лас Палмас де Гран Канария на Канарските острови, Испания. Той е десето дете на полковник Себастиан Перес и съпругата му Долорес Галдос. Баща му го запалва с любов към историята със своите разкази за войната за независимост, в която е участвал. През 1852 г. влиза в колежа „Сан Агустин“ в Лас Палмас, където се преподават напредничави за времето си идеи.
През 1862 г. той се премества в Мадрид, за да учи право, и прекарва по-голяма част от живота си там. Животът му обаче не тръгва към правната кариера и още през 1865 г. той публикува статии в „La Nación“ за литература, изкуство, музика и политика. В началото на писателската си кариера опитва да пише драма в стихове, но творбата му е отхвърлена. Обича да чете Чарлс Дикенс и през 1868 г. прави негов превод. През 1870 г. е назначен за главен редактор на „La Revista de España“ и започва да изразява мнението си по широк кръг от теми като история, култура, политика, изкуство, музика и литература.
Литературна кариера
Между 1867 г. и 1868 г. Галдос пише първия си исторически роман „La Fontana de Oro“, който е публикуван с помощта на сестра му през 1870 г. Романът е оценен от критиката като ново качество в испанската литература, както и за неговата социална и морална позиция.
В следващите години Галдос започва работа по своя мега проект – поредицата от исторически романи „Национални епизоди“, която очертава основните събития в испанската история от Битката при Трафалгар през 1805 г. до Първата република през 1880 г. Целта на проекта е да се възстанови Испания чрез пробуждането на ново усещане за национална идентичност. Първата книга „Трафалгар“ от поредицата излиза през 1872 г. Романите от „Национални епизоди“ стават любими и търсени от читателите, поради което Галдос продължава да пише серия след серия до края на живота си.
За написването им Галдос прави огромно количество изследвания, като за да постигне баланс и по-широка перспектива той търси оцелели и очевидци на действителните събития – като един старец, който е бил юнга на борда на кораба „Santisima Trinidad“ при Трафалгар. Този участник става централна фигура на неговата първа серия. Галдос често е критичен към официалните версии на събитията и към католическата църква, която е доминираща сила в испанския културен живот. Към реалните исторически лица и събития писателят добавя измислени герои, които обогатяват сюжета със своите действия и отношение.
Останалите негови романи са класифицирани в три групи от испанския литературен критик Хосе Ф. Монтесинос. В първата група са ранните произведения на автора. От тях най-известният е „Доня Перфекта“, в който се описва въздействието от пристигането на един млад радикал в потискащия чиновнически град.
Втората група са съвременни испански романи, в които героите са взаимно свързани, подобно на героите на Балзак от неговата „Човешка комедия“. Най-известният от тях е шедьовърът му „Фортуната и Хасинта“. Прототипът на Фортуната е истинско момиче, което Галдос вижда да пие сурово яйце в жилищна сграда в Мадрид. Третата група са късните му психологически романи, много от които са под формата на диалог.
Галдос е ентусиазиран пътешественик. Романите му съдържат детайлни описания на Мадрид и много други градове, градчета и села на Испания, на местата, които той е посетил. Като реалист и натуралист описва начина на живот, технологиите и занаятите, обществените отношения, националните особености и забележителности. Вдъхновен от френските писатели като Емил Зола и Иполит Тен, той се стреми да покаже как героите му се променят под влияние на наследствеността, околната среда, расата и социалните условия, като един вид литературна форма на научна дисекция на обществото.
Чрез своята литературна кариера Галдос си навлича гнева на католическата преса, тъй като критикува злоупотребите с укрепената и догматична религиозна власт, а не на религиозната вяра или християнството само по себе си. Всъщност, нуждата от вярата е много важна функция в много от романите му и има много симпатии в портретите на свещеници и монахини.
Драматургия
Започнал своята литературна кариера с писане на пиеси, Галдос се връща към драматургията през 1892 г. с „Realidad“. Приета много добре от публиката, пиесата не е оценена добре от критиката заради реалистичния диалог и пресъздаване на живота на една куртизанка, а католическата преса я окачествява като носител на нечестиво влияние.
През 1901 г. пиесата му „Electra“ предизвиква буря от възмущение и либерална подкрепа заради насочеността ѝ срещу клерикализма, фанатизма и суеверието. Стига се дори до улични протести и сблъсъци. Въпреки това тя е много успешна и се играе и в провинциите.
Политика
Въпреки нападките си към консервативните групи Галдос има слабо участие в политиката. През 1886 г. е назначен към парламента на Мадрид за срок от пет години. Въпреки че не участва пряко в политиката, това му дава възможност да наблюдава пряко провеждането ѝ и да го представи в някои от романите си.
През 1907 г. той отново се включва в политиката като се опитва да обедини различни антимонархически групи. През 1912 г. той е все по-разочарован от личните амбиции на неговите колеги републиканци и през 1916 г., след аудиенция при крал Алфонсо XIII, се отказва от антимонархическите си възгледи.
Последните години
След 1912 г. Галдос е сляп, с влошено здраве, и изпада във финансови затруднения. За подпомагането му се създава национална дарителска кампания, която обаче се прекратява през 1916 г. с избухването на Първата световна война, и е само частично успешна. През същата година Галдос е определен за организатор на честването на 300-годишнината на Сервантес и получава стипендия в размер на 1000 песети до края на живота си. Макар и сляп, той продължава да диктува своите произведения.
Бенито Галдос е плодовит писател. През живота си той публикува 31 романа, 46 части от серията „Национални епизоди“, 23 пиеси, около 20 разказа, и много журналистически публикации. През 1897 г. е избран за член на Испанската кралска академия.
След смъртта му много от неговите произведения са екранизирани. Едни от най-известните са „Назарин“ и „Тристана“ на режисьора Луис Бунюел.
Много малко се знае за личния живот на писателя. Той не е бил женен и няма официални наследници. През живота си е имал много връзки, като се знае за актрисата Конча Морел и писателката Емилия Пардо Базан.
Бенито Перес Галдос умира на 4 януари 1920 г. в Мадрид, Испания. Малко преди смъртта му чрез дарения е издигната негова статуя в най-популярния парк на Мадрид – „Парк Ретиро“ (Parque del Retiro).

## Произведения

### Самостоятелни романи

#### Ранни романи
- La sombra (1870)
- La Fontana de Oro (1870)
- El audaz (1871)
- Доня Перфекта, Doña Perfecta (1876)
- Gloria (1877)
- La familia de León Roch (1878)
- Marianela (1878)

#### Съвременни испански романи
- La desheredada (1881)
- Доктор Сентено, El doctor Centeno (1883)
- Мъка, Tormento (1884)
- La de Bringas (1884)
- El amigo Manso (1882)
- Lo prohibido (1884 – 85)
- Фортуната и Хасинта: Две истории на омъжени жени, Fortunata y Jacinta (1886 – 1987)
- Celín, Trompiquillos y Theros (1887)
- Miau (1888)
- La incógnita (1889)
- Торквемада на кладата, Torquemada en la hoguera (1889)
- Realidad (1889)

#### Психологически романи
- Ángel Guerra (1890 – 91)
- Тристана, Tristana (1892)
- La loca de la casa (1892)
- Торквемада на кръста, Torquemada en la cruz (1893)
- Торквемада в чистилището,Torquemada en el purgatorio (1894)
- Торквемада и Свети Петър, Torquemada y San Pedro (1895)
- Назарин, Nazarín (1895)
- Halma (1895)
- Милосърдие, Misericordia (1897)
- El abuelo (1897)
- La estafeta romántica (1899)
- Casandra (1905)
- El caballero encantado (1909)
- La razón de la sinrazón (1909)

### Серия „Национални епизоди“ (Episodios Nacionales)

#### Първа серия „Габриел Арацели“ (1872 – 1874)
1. Трафалгар, Trafalgar
2. Дворът на Карлос IV, La Corte de Carlos IV
3. 19 март и 2 май, El 19 de marzo y el 2 de mayo
4. Байлен, Bailén
5. Napoleón en Chamartín
6. Сарагоса, Zaragoza
7. Gerona
8. Кадис, Cádiz
9. Juan Martín el Empecinado
10. La Batalla de los Arapiles

#### Втора серия „Салвадор Монсалуд“ (1875 – 1879)
1. El equipaje del rey José
2. Memorias de un cortesano de 1815
3. La segunda casaca
4. El Grande Oriente
5. 7 de julio
6. Los cien mil hijos de san Luis
7. El terror de 1824
8. Un voluntario realista
9. Los Apostólicos
10. Un faccioso más y algunos frailes menos

#### Трета серия „Фернандо Калпеня“ (1898 – 1900)
1. Zumalacárregui
2. Mendizábal
3. De Oñate a la Granja
4. Luchana
5. La campaña del Maestrazgo
6. La estafeta romántica
7. Vergara
8. Montes de Oca
9. Los Ayacuchos
10. Bodas reales

#### Четвърта серия „Жозе Гарсия Фахардо“ (1902 – 1907)
1. Las tormentas del 48
2. Narváez
3. Los duendes de la camarilla
4. La Revolución de Julio
5. O'Donnell
6. Aita Tettauen
7. Carlos VI en la Rápita
8. La vuelta al mundo en la „Numancia“
9. Prim
10. La de los tristes destinos

#### Пета серия „Тито“ (1907 – 1912)
1. España sin rey
2. España trágica
3. Amadeo I
4. La Primera República
5. De Cartago a Sagunto
6. Cánovas
7. Sagasta (само в проект)

### Пиеси
- Quien mal hace, bien no espere (1861) – изгубена
- La expulsión de los moriscos (1865) – изгубена
- Un joven de provecho (1867)
- Realidad (1892)
- La loca de la casa (1893)
- Gerona (1893)
- La de San Quintín (1894)
- Los condenados (1894)
- Voluntad (1895)
- La fiera (1896)
- Doña Perfecta (1896)
- Electra (1901)
- Alma y Vida (1902)
- Mariucha (1903)
- El abuelo (1904)
- Amor y ciencia (1905)
- Bárbara (1905)
- Zaragoza (1908)
- Pedro Minio (1908)
- Casandra (1910)
- Celia en los infiernos (1913)
- Alceste (1914)
- Sor Simona (1915)
- El tacaño Salomón (1916)
- Santa Juana de Castilla (1918)
- Antón Caballero (1921) – незавършена

### Документалистика
- Crónicas de Portugal (1890)
- Discurso de ingreso en la Real Academia Española (1897)
- Memoranda, artículos y cuentos (1906)
- La novela en el tranvía
- Política española I (1923)
- Política española II (1923)
- Arte y crítica (1923)
- Fisonomías sociales (1923)
- Nuestro teatro (1923)
- Cronicón 1883 a 1886 (1924)
- Toledo. Su historia y su leyenda (1927)
- Viajes y fantasías (1929)
- Memorias (1930)

### Филмография
- 1918 Beauty in Chains (по романа „Doña Perfecta“)
- 1925 El abuelo (по романа)
- 1926 La loca de la casa (по пиесата)
- 1940 Marianela (по романа)
- 1945 Adultery (по романа „El Abuelo“)
- 1950 La loca de la casa (по романа)
- 1951 Doña Perfecta (по романа)
- 1953 Misericordia (по романа)
- 1954 El abuelo (по романа)
- 1955 Marianela (по романа)
- 1955 La mujer ajena (по романа „Realidad“)
- 1959 Назарин, Nazarin (по романа)
- 1961 Виридиана, Viridiana (по романа „Halma“)
- 1967 Los episodios nacionales (по романа)
- 1969 El usurero (ТВ сериал)
- 1970 Тристана, Tristana (по романа)
- 1970 Fortunata and Jacinta (по романа)
- 1965 – 1970 По романаа (ТВ сериал)
- 1972 La duda (по романа „El abuelo“)
- 1972 Marianela (по романа)
- 1974 Torment (по романа)
- 1977 Doña Perfecta (по романа)
- 1979 Ángel Guerra (ТВ сериал) (по романа)
- 1980 Fortunata y Jacinta (ТВ сериал)
- 1967 – 1983 Estudio 1 (ТВ сериал)
- 1988 Solicito marido para engañar (по романа „Lo prohibido“)
- 1988 Флор и Канела (теленовела по романа „Marianela“)
- 1998 The Grandfather (по романа)